# Tomonobu Hayakawa
Tomonobu Hayakawa (født 11. juli 1977) er en tidligere japansk fodboldspiller.
Han har spillet for flere forskellige klubber i sin karriere, herunder Urawa Reds, Yokohama FC og JEF United Chiba.